# Andrew Whitford
Andrew Whitford (* 17. März 1965 in Manchester) ist ein ehemaliger neuseeländischer Radrennfahrer.

## Sportliche Laufbahn
Whitford war Bahnradsportler. Er war Teilnehmer der Olympischen Sommerspiele 1988 in Seoul. In der Mannschaftsverfolgung schied Neuseeland mit Craig Connell, Nigel Donnelly, Andrew Whitford und Stuart Williams in der Qualifikation aus. Bei den Commonwealth Games 1986 gewann er die Silbermedaille in der Mannschaftsverfolgung mit Stephen Swart, Stephen Cox und Gary Anderson.